# Donington, Shropshire
Donington är en by i civil parish Albrighton and Donington, i distriktet Shropshire, i Storbritannien. Den ligger i grevskapet Shropshire i riksdelen England, i den södra delen av landet, 190 km nordväst om huvudstaden London. Donington var en civil parish fram till 2025 när den blev en del av Albrighton and Donington. Denna civil parish hade 2 938 invånare år 2021. Byn nämndes i Domedagsboken (Domesday Book) år 1086, och kallades då Donitone.